# کلسیم کاربیماید
کلسیم کاربیماید, که به عنوان نمک سیترات تحت نام تجاری تمپوسیل فروخته می‌شود، یک داروی مشابه دی‌سولفیرام است. اثرات آن مشابه داروی دی‌سولفیرام (آنتابوز) است به طوری که متابولیسم طبیعی الکل را با جلوگیری از تجزیه محصول متابولیک استالدهید مختل می‌کند. نتیجه این است که وقتی الکل توسط مصرف‌کنندگان کلسیم کاربیماید مصرف می‌شود، آن‌ها واکنش‌های شدیدی را تجربه می‌کنند که شامل علائمی مانند عرق کردن، دشواری در تنفس، ضربان قلب سریع، راش، تهوع و استفراغ و سردرد است.
یک مطالعه ۹ ساله اخیر نشان داد که گنجاندن کاربیماید تحت نظارت و داروی مشابه دی‌سولفیرام، در یک برنامه درمانی جامع منجر به نرخ خودداری بیش از ۵۰٪ شده است.
تمپوسیل توسط کن فرگوسن و گوردون بل توسعه داده شد، که این دارو را بر روی خود آزمایش کردند. این دارو در سال ۱۹۵۵ توسط بنیاد تحقیقات الکلیسم انتاریو ثبت اختراع شد.